# 고베 시영 지하철 세이신·야마테선
세이신·야마테선(일본어: 西神・山手線)은 일본의 지하철 노선 가운데 하나이다. 고베시 교통국이 운영한다. 일본 효고현 고베시 주오구에 있는 신코베역과 고베시 니시구에 있는 세이신추오역을 잇는다.

## 역사
- 1977년 3월 13일 신나가타 ~ 묘다니 구간이 개통.
- 1983년 6월 17일 오쿠라야마 ~ 신나가타 구간이 개통.
- 1985년 6월 18일 신코베 ~ 오쿠라야마 구간과 묘다니 ~ 학원도시 구간이 개통.
- 1987년 3월 18일 학원도시 ~ 세이신 중앙 구간이 개통.
- 1988년 4월 2일 호쿠신 급행 전철 호쿠신 선이 신코베에 접속하여 직결 운행 개시.
- 1993년 3월 20일 세이신미나미 역 영업 개시.
  - 7월 9일 쾌속 열차 운행 개시.
- 1995년 1월 17일 한신·아와지 대지진으로 피해를 당하여 운행 휴지.
  - 1월 18일 15시 33분 (JST, UTC+09) 이타야도 ~ 세이신 중앙 구간이 운행 복귀
  - 2월 16일 전 구간이 운행 복귀. (산노미야, 가미사와, 신나가타 3역에는 정차 하지 않은 상태)
  - 3월 16일 산노미야 역과 신나가타 역 영업 복귀
  - 3월 31일 가미사와 역 영업 복귀
- 2002년 12월 16일 여성 전용 차량 도입
- 2006년 10월 1일 피타파 도입

## 운행 형태
대부분 열차가 호쿠신 급행 전철 호쿠신 선과 서로 직결 운행을 한다.
이 노선의 정식 명칭은 다음과 같이 구분되나 일반 고객들에게는 안내되지 않는다.
- 야마테 선(일본어: 山手線, やまてせん): 신코베 ~ 신나가타 7.6 km
- 세이신 선(일본어: 西神線, せいしんせん): 신나가타 ~ 묘다니 5.7 km
- 세이신 연장선(일본어: 西神延伸線, せいしんえんしんせん 세이신엔신센[*]): 묘다니 ~ 세이신 중앙 9.4 km

## 차량

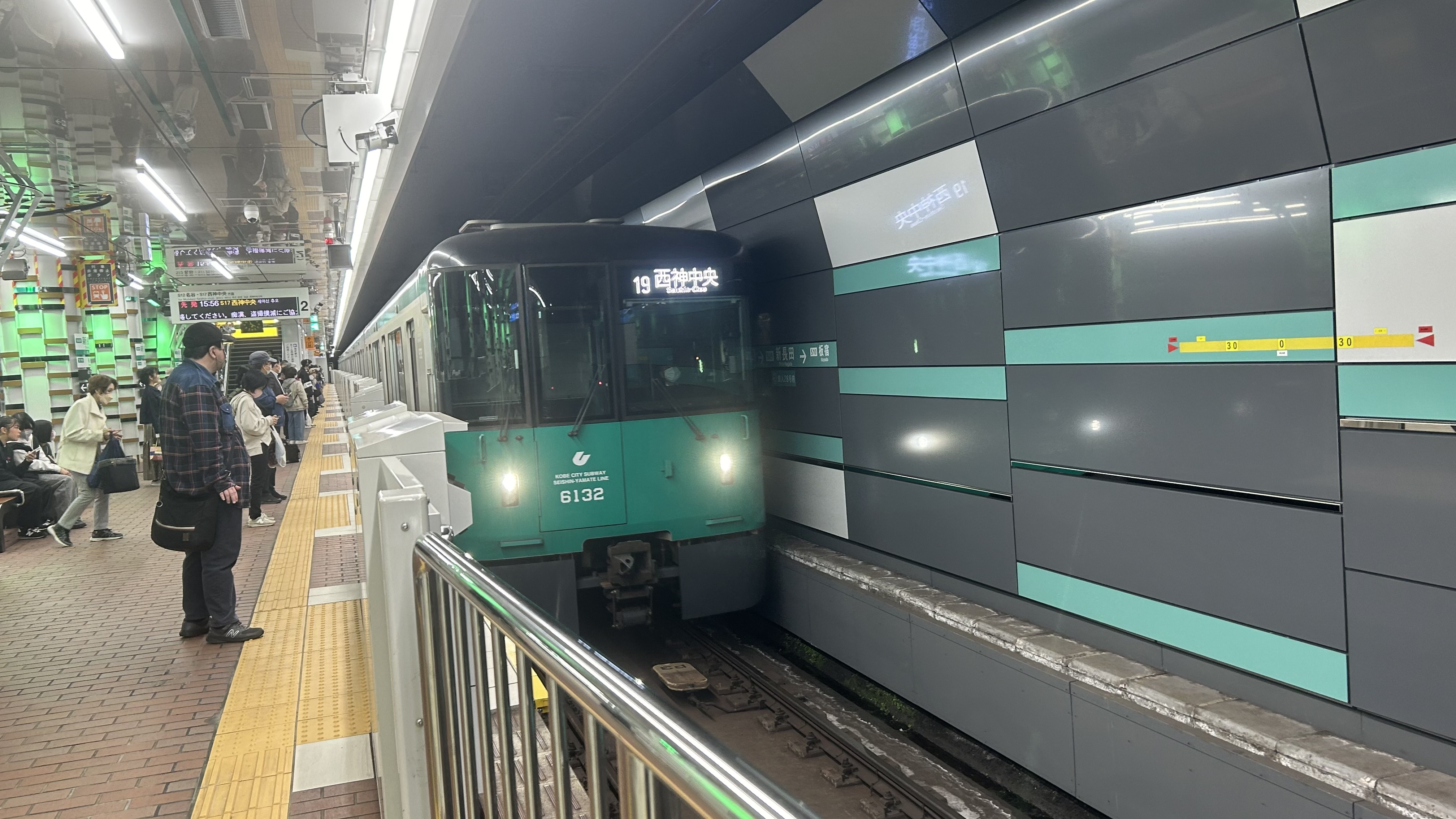
6000형

- 6000형

### 과거 차량

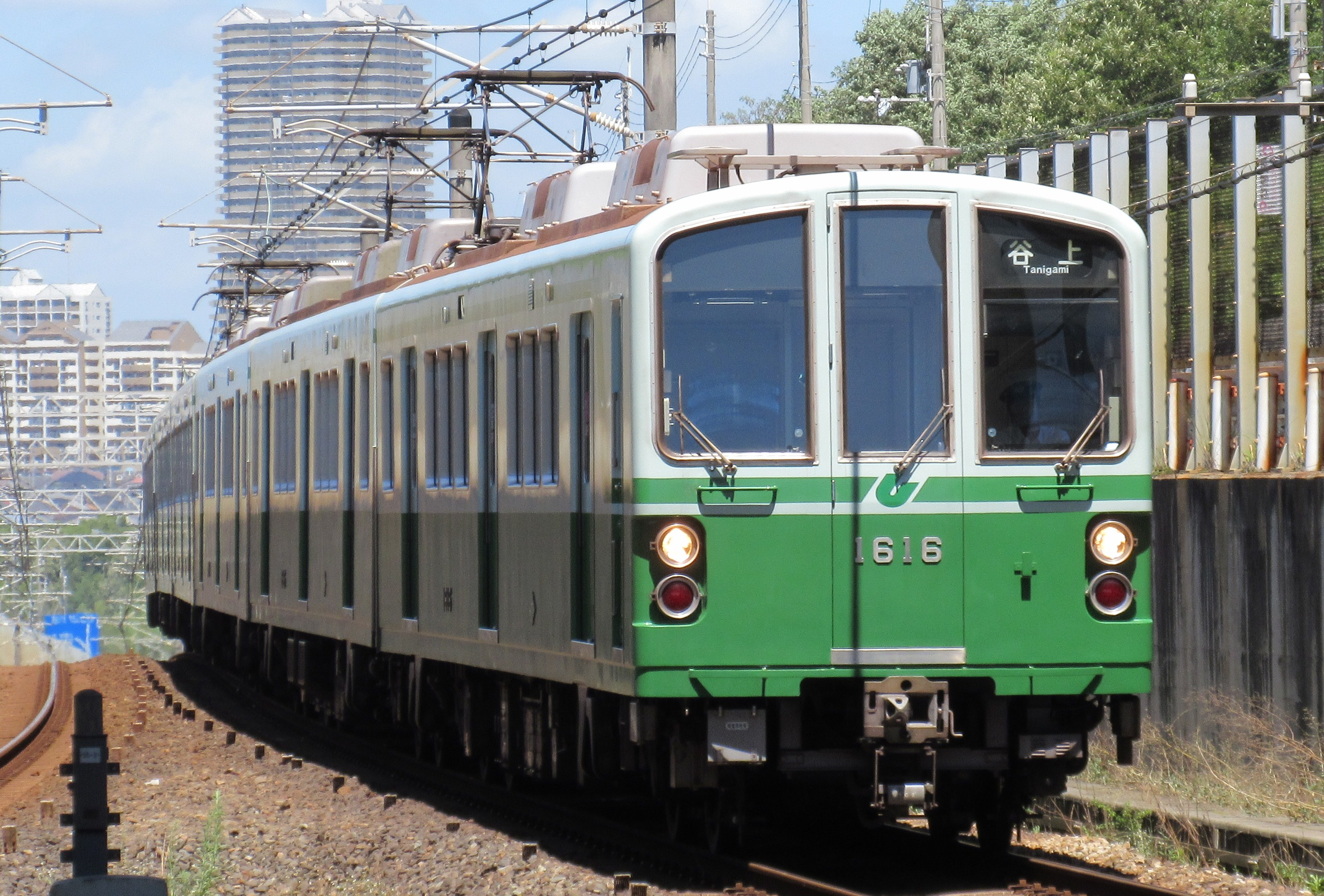
1000형
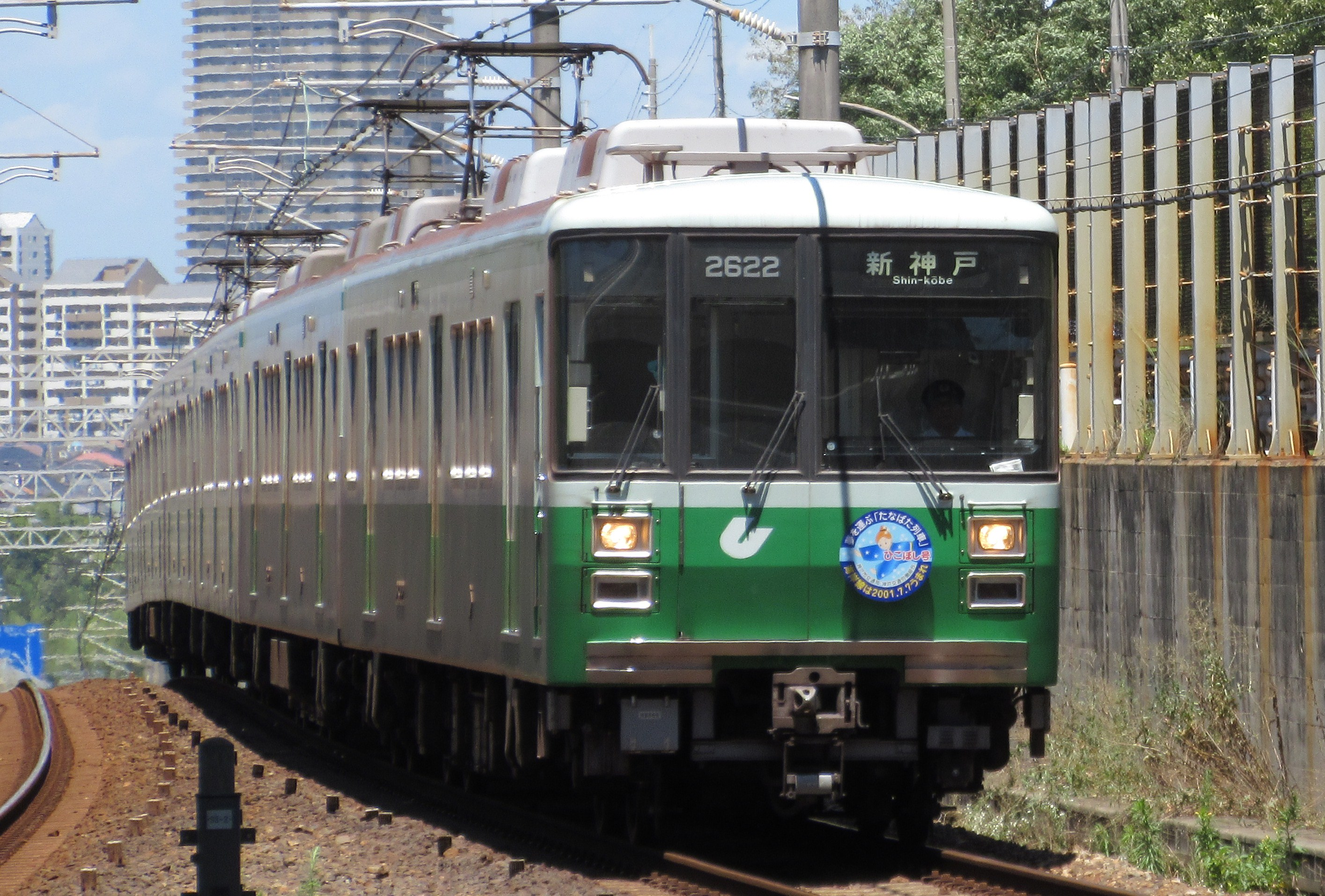
2000형
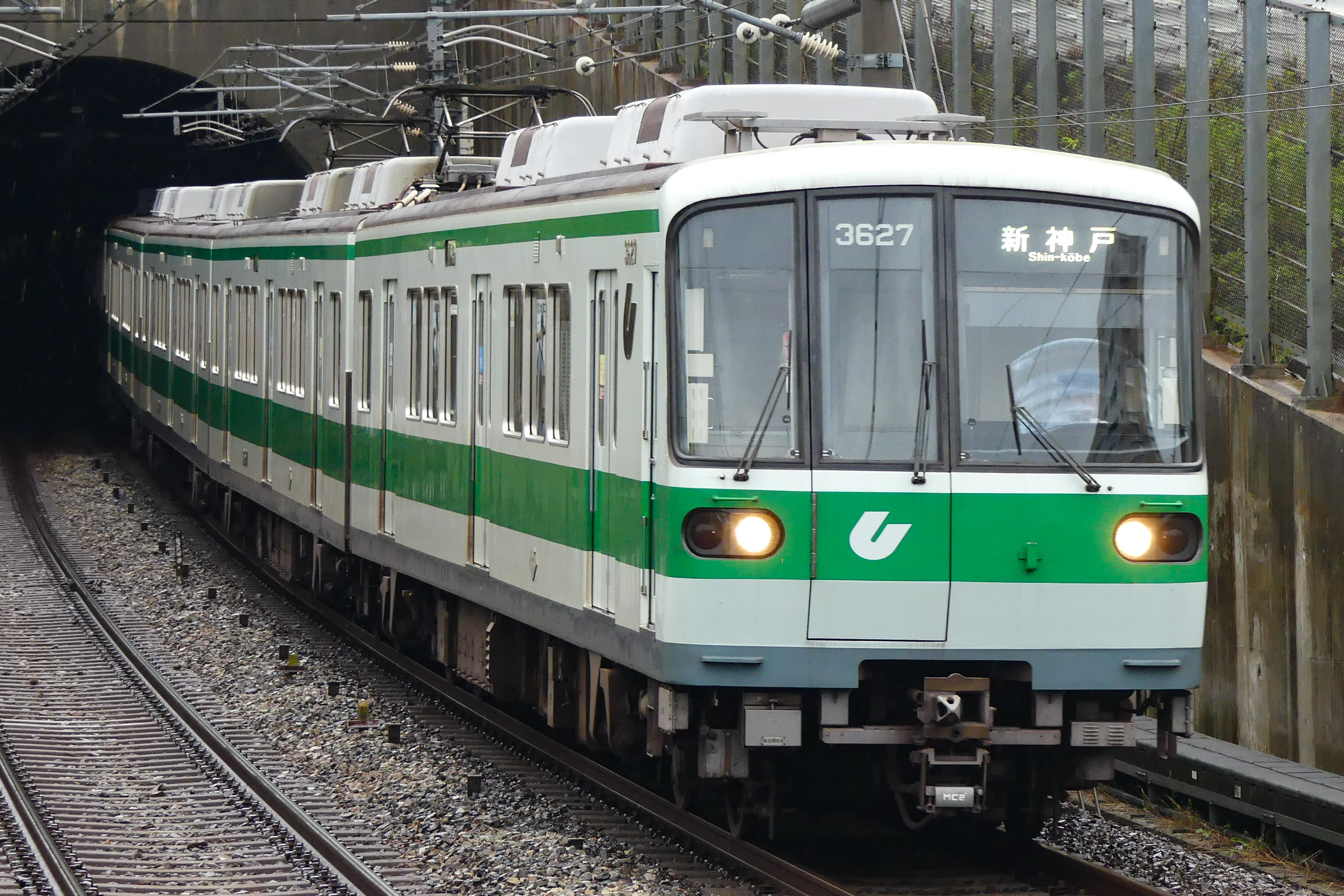
3000형
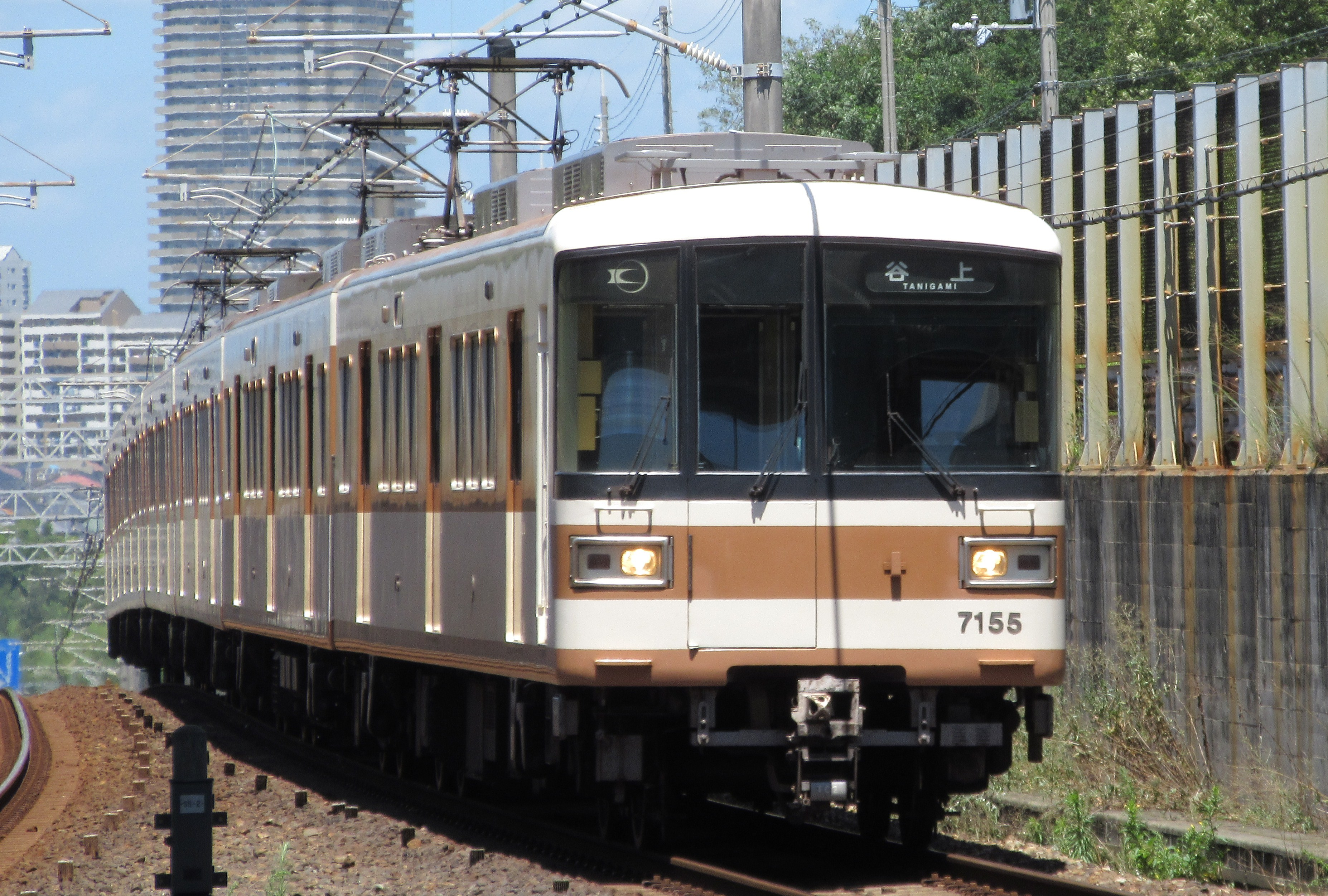
호쿠신 급행 전철 7000계

- 1000형
- 2000형
- 3000형
- 7000형

## 차내방송
- 2012년 7월1일보다 차내방송이 시작되었다.
- 현재로서는 다니가미역 신코베역에소 일본어 영어 외에 중국어 한국어로 방송되다.

## 역 목록
전 구간이 효고현 고베시에 있다.
| 야마테 선(신코베 ~ 신나가타)        |                       |              |      | |                                                                           |
| S02                                 | 신코베                | 新神戸       | 0.0  | 호쿠신 급행 전철 호쿠신 선(직결 운행) 산요 신칸센 | 주오구                                                                    |
| S03                                 | 산노미야              | 三宮         | 1.3  | 가이간 선(산노미야·꽃시계 앞 역: K01) 한신 전기 철도 본선, 한큐 전철 고베 본선 고베 고속 철도 도자이 선, 고베 신교통 포트 아일랜드 선 도카이도 본선(JR 고베 선) | 주오구                                                                    |
| S04                                 | 겐초마에              | 県庁前       | 2.2  | | 주오구                                                                    |
| S05                                 | 오쿠라야마            | 大倉山       | 3.3  | 효고구 |                                                                           |
| S06                                 | 미나토가와코엔        | 湊川公園     | 4.3  | 효고구 | 고베 전철 아리마 선(미나토가와 역) 고베 고속철도 난보쿠 선(미나토가와 역) |
| S07                                 | 가미사와              | 上沢         | 5.3  | 효고구 |                                                                           |
| S08                                 | 나가타(나가타 신사앞) | 長田         | 6.1  | 고베 고속철도 도자이 선(고속 나가타 역) | 나가타구                                                                  |
| S09                                 | 신나가타              | 新長田       | 7.6  | 가이간 선, 산요 본선(JR고베 선) | 나가타구                                                                  |
| 세이신 선(신나가타 ~ 묘다니)        |                       |              |      | |                                                                           |
| S10                                 | 이타야도              | 板宿         | 8.8  | 산요 전기 철도 본선 | 스마구                                                                    |
| S11                                 | 묘호지                | 妙法寺       | 11.7 | | 스마구                                                                    |
| S12                                 | 묘다니                | 名谷         | 13.3 | | 스마구                                                                    |
| 세이신 연장선(묘다니 ~ 세이신 중앙) |                       |              |      | |                                                                           |
| S13                                 | 소고운도코엔          | 総合運動公園 | 15.1 | | 스마 구                                                                   |
| S14                                 | 가쿠엔토시            | 学園都市     | 16.8 | 니시구 |                                                                           |
| S15                                 | 이카와다니            | 伊川谷       | 18.4 | 니시구 |                                                                           |
| S16                                 | 세이신미나미          | 西神南       | 20.1 | 니시구 |                                                                           |
| S17                                 | 세이신 추오           | 西神中央     | 22.7 | 니시구 |                                                                           |

## 차량 기지
- 묘다니차량 기지

- 세이신차량 기지